# Ahuatepec, Ajalpan
Ahuatepec är en ort i Mexiko.   Den ligger i kommunen Ajalpan och delstaten Puebla, i den sydöstra delen av landet, 240 km sydost om huvudstaden Mexico City. Ahuatepec ligger 2 546 meter över havet och antalet invånare är 417.
Terrängen runt Ahuatepec är kuperad åt nordost, men åt sydväst är den bergig. Runt Ahuatepec är det ganska tätbefolkat, med 116 invånare per kvadratkilometer. Närmaste större samhälle är Coxcatlán, 20,0 km söder om Ahuatepec. Omgivningarna runt Ahuatepec är en mosaik av jordbruksmark och naturlig växtlighet.